# Sorga Ka Toedjoe
Sorga Ka Toedjoe ([sɔrɡa kə ˈtudʒu]; letteralmente, in italiano, Settimo cielo) è un film del 1940 realizzato nelle Indie orientali olandesi. Prodotto da Tan Khoen Yauw per la sua Tan's Film e diretto da Joshua ed Othniel Wong, è in bianco e nero ed incentrato sui tentativi di una coppia di innamorati (Roekiah e Djoemala) di far riunire, dopo anni di separazione, un'altra più vecchia (Kartolo e Annie Landouw). Fu il primo film dell'azienda dopo l'abbandono di Rd Mochtar.
La pellicola venne destinata a un pubblico nativo d'estrazione popolare (per via del quale la colonna sonora fu in stile kroncong) e si rivelò un successo commerciale e di critica. Roekiah e Djoemala divennero i nuovi attori di punta della Tan's Film, recitando in altre tre sue produzioni prima della chiusura forzata avvenuta nel 1942 a seguito dell'occupazione da parte del Giappone delle Indie orientali olandesi. Con molta probabilità, Sorga Ka Toedjoe è da considerarsi perduto.

## Trama
Rasminah (Roekiah) vive con la zia cieca Hadidjah (Annie Landouw) a Puncak, un villaggio a sud-est di Buitenzorg (ora Bogor). Hadidjah è stata separata da suo marito, Kasimin, per diversi anni da quando lo ha accusato di adulterio. Sebbene si fosse pentita quasi immediatamente dell'azione, ormai era troppo tardi; fu trovato un cadavere simile all'uomo che galleggiava in un fiume e nella fretta di vederlo ella fu investita da un'auto, accecandola. Da quell'evento canta ogni giorno, alle cinque del pomeriggio, la canzone kroncong Sorga Ka Toedjoe, che Kasimin le aveva confidato essere un simbolo del suo amore. In realtà, egli (Kartolo) è vivo e vegeto; anche lui intona quel brano tutti i giorni a quella stessa ora.
Dopo un incontro con il ricco e detestabile Parta, che intende prenderla come sua seconda moglie, Rasminah si reca nella vicina città di Batavia (l'odierna Giacarta) per cercare fortuna. Alcuni giorni dopo, trovato un lavoro, torna a Puncak per prendere sua zia e portarla in città. Parta e il suo braccio destro Doel la stanno aspettando in agguato, e quando la carrozza che porta le due viene bloccata in una carreggiata, i due iniziano a inseguirla. Rasminah corre nel bosco e, scampando a numerosi pericoli, trova rifugio in una piccola casa. Lì riposa la notte, senza vedere il proprietario.
La mattina seguente, viene svegliata dal suono di una chitarra, suonata dal proprietario dell'abitazione, Hoesin (Djoemala). Temendo che stia collaborando con il suo inseguitore, lei tenta di fuggire, solo per essere scoperta da Parta e Doel, che la inseguono immediatamente. Hoesin interviene e, dopo un feroce combattimento, sconfigge i due e gli corre dietro. Quindi rassicura Rasminah e la accompagna a casa.
Nei giorni seguenti, il giovane visita ripetutamente la fanciulla e lentamente i due iniziano a innamorarsi. Quando Rasminah porta sua zia a Batavia per viverci, Hoesin le segue. Iniziano a discutere insieme del loro futuro, ma Rasmina insiste sul fatto che si sposerà solo quando sua zia si riunirà con Kasimin. Dopo una lunga ricerca, in cui quasi rinuncia alla speranza, Hoesin trova Kasimin in una piccola piantagione sulle colline fuori città - il marito perduto da tempo di Hadidjah gestiva in precedenza il suo frutteto, ma era stato sfrattato da un padrone di casa avido giorni prima. Kasimin e Hadidjah si riuniscono, permettendo così a Hoesin e Rasminah di iniziare i propri preparativi.

## Conservazione
Si ritiene che il lungometraggio sia ora perduto, dato che tutti i film dell'epoca erano stati girati su pellicole di nitrato di cellulosa infiammabili e che il magazzino della Produksi Film Negara, dove erano conservati, venne distrutto da un incendio nel 1952, appiccato forse deliberatamente per eliminare le bobine in nitrato. Di fatto l'antropologo visuale statunitense Karl G. Heider suggerì che ogni opera cinematografica indonesiana realizzata prima degli anni Cinquanta sia ormai da considerare irrecuperabile. Tuttavia, lo storico del cinema JB Kristanto, nel suo Katalog Film Indonesia 1926-1995, riporta che diverse opere sopravvissero negli archivi della Sinematek Indonesia e il collega Misbach Yusa Biran aggiunge, scrivendo nel suo saggio Sejarah Film 1900–1950: Bikin Film di Jawa del 2009, che a salvarsi furono numerosi film di propaganda giapponesi, sfuggiti al Servizio informazioni del governo olandese.